# Indigofera psoraloides
Indigofera psoraloides là một loài thực vật có hoa trong họ Đậu. Loài này được (L.) L. miêu tả khoa học đầu tiên.